# Wiesen-Champignon
Der Wiesen-Champignon (Agaricus campestris), auch unter dem Namen Feld- oder Wiesenegerling bekannt, ist ein Blätterpilz aus der Familie der Champignonverwandten. Die Art umfasst zahlreiche, teils schwer unterscheidbare Varietäten und kann leicht mit anderen Gattungsvertretern verwechselt werden. Der Wiesen-Champignon wurde von der Deutschen Gesellschaft für Mykologie zum Pilz des Jahres 2018 ernannt.

## Merkmale

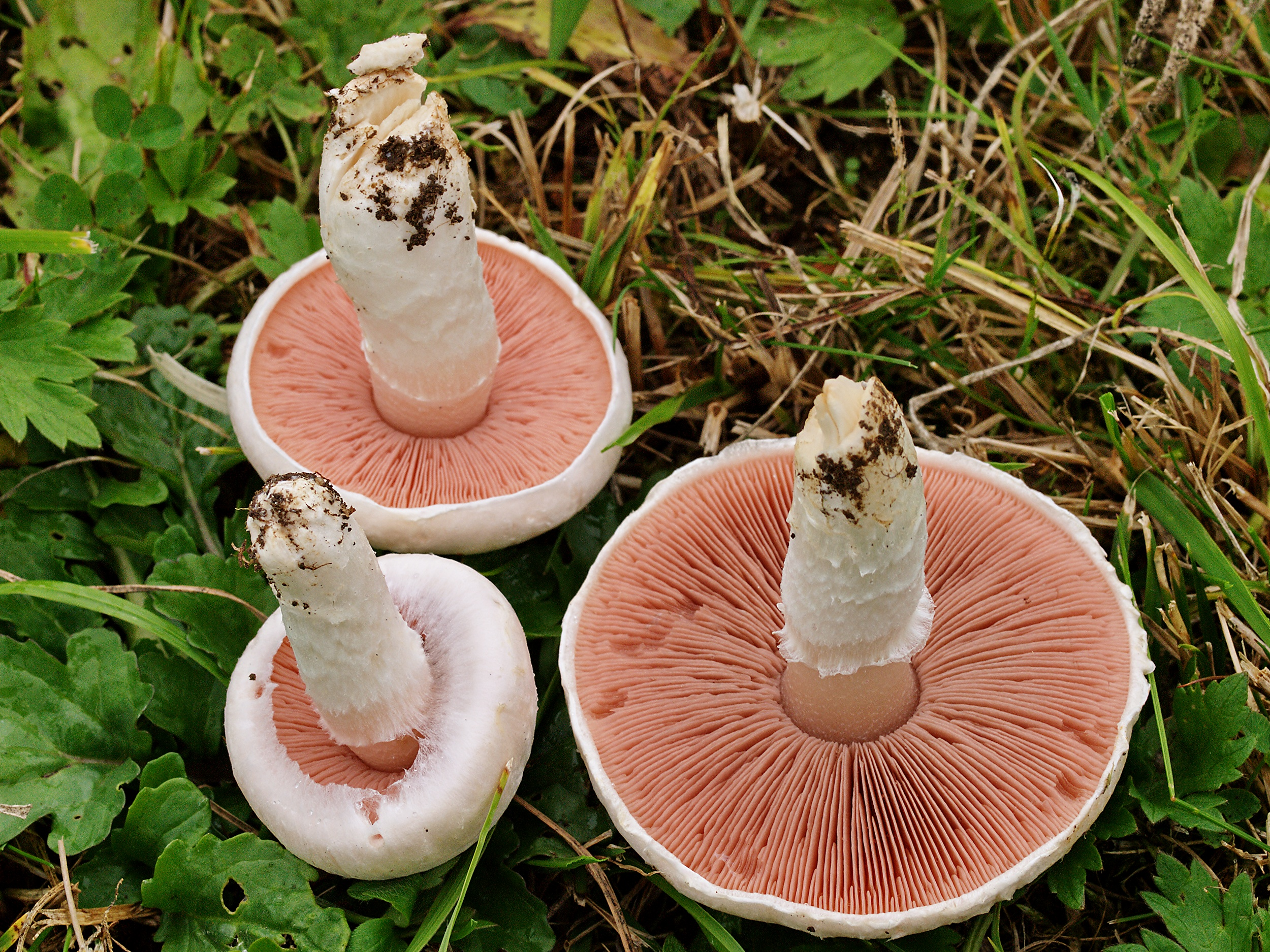
Junge Lamellen des Wiesen-Champignons haben eine fleischrosa Farbe. Der aufsteigende Ring am Stiel ist flüchtig.

Der 5–10(–15) cm breite Hut ist jung halbkugelig, bald konvex-gewölbt geformt und häufig mittig abgeflacht. Die Farbe ist weiß bis grau-weißlich. Mit zunehmendem Alter weist der Hut von der Mitte aus beginnend bräunliche, flach anliegende Schuppen auf. Die Lamellen auf der Hutunterseite sind bereits früh satt fleischrosa und zuletzt durch das dunkelbraune Sporenpulver schokoladenbraun gefärbt. Der 1–2 cm dicke, kompakte Stiel ist 4–7 cm lang und wird selten größer als der Hutdurchmesser. Er ist weiß gefärbt und bisweilen an der Basis ockergelblich getönt. Nach dem Aufschirmen des Huts bleibt am Stiel ein hängender, vergänglicher Ring zurück. Das Fleisch ist weiß, bleibt auf Druck unverändert, riecht und schmeckt unspezifisch.

## Artabgrenzung
Zum Verwechseln ähnlich sieht der giftige Karbol-Champignon aus, der jedoch in der Stielbasis ein leuchtend chromgelbes Fleisch besitzt und unangenehm nach Karbol (Phenol) riecht. Weitere Doppelgänger sind der tödlich giftige Kegelhütige Knollenblätterpilz und der Frühlings-Knollenblätterpilz, deren Lamellen aber stets weiß sind und deren unteres Stielende in einer sackartigen Hülle steckt.

## Ökologie und Phänologie
Der Wiesen-Champignon wächst vorwiegend auf mäßig gedüngten Wiesen, Weiden und Pferdekoppeln. Aber auch in Gärten, Parks, Grünanlagen sowie Feldrainen und leer stehenden Äckern kommt er vor. Bisweilen trifft man ihn auch auf nährstoffarmen Magerrasen oder Wacholderheiden an – dort meist an Stellen mit erhöhtem Stickstoffeintrag wie zum Beispiel entlang von Trampelpfaden oder bei abgelagertem Grasschnitt. Bisweilen kann er auch an grasigen Plätzen in Laubwäldern, deren Rändern und auf Lichtungen gefunden werden. Der Pilz hat eine Vorliebe für basische und neutrale Böden, seltener besiedelt er auch saure Habitate.
Die wärmeliebende Art fruktifiziert in Mitteleuropa ab Juli nach ausgiebigen Regenfällen und tritt dann meist in großen Mengen auf. Sehr oft wächst er in Hexenringen oder verstreuten Gruppen.

## Verbreitung
Der Wiesen-Champignon ist in Australien, auf den Hawaii-Inseln, in Nordamerika (Mexiko, USA, Kanada, Grönland), in großen Teilen Asiens, in Nordafrika, einschließlich der Kanarischen Inseln und in Europa verbreitet. In Europa kommt er vom Mittelmeergebiet bis nach Skandinavien und Island vor. In Deutschland ist die Art weit verbreitet, nimmt aber besonders durch Überdüngung ihrer Standorte ab.

## Wirtschaftliche Bedeutung

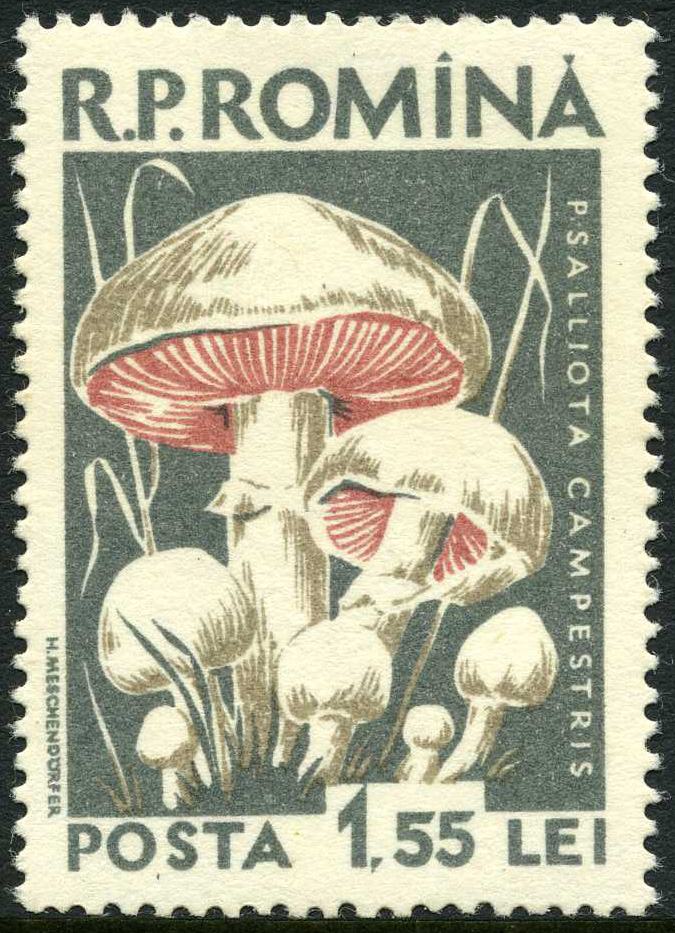
Wiesenchampignon auf rumänischer Briefmarke, 1958

Der Wiesen-Champignon ist ein beliebter Speisepilz.
2018 wurden laut der Ernährungs- und Landwirtschaftsorganisation FAO weltweit etwa 9 Mio. t Champignons geerntet. Deutschland produzierte 73.231 t, die Schweiz 7.578 t und Österreich 1.900 t.
Folgende Tabelle gibt eine Übersicht über die fünf größten Produzenten von Champignons weltweit, die insgesamt 87,0 % der Erntemenge produzierten.
| Rang | Land                | Menge (in t) |
| ---- | ------------------- | ------------ |
| 1    | Volksrepublik China | 6.664.606    |
| 2    | Vereinigte Staaten  | 416.050      |
| 3    | Niederlande         | 300.000      |
| 4    | Polen               | 280.232      |
| 5    | Spanien             | 166.250      |
|      | Welt                | 8.993.279    |